# カルロ・ウルバニ

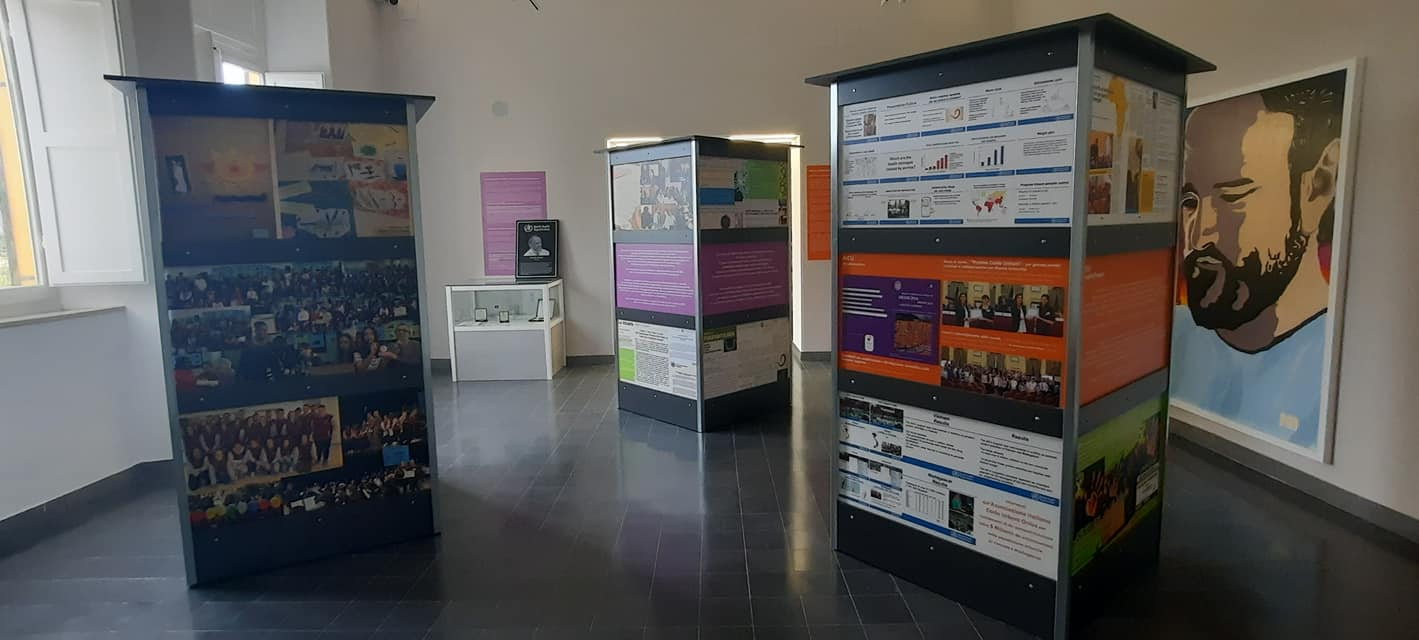
カルロ・ウルバニ博物館内にあるウルバニの肖像（右）とそれに関わる展示品

カルロ・ウルバニ（Carlo Urbani, 1956年10月19日 - 2003年3月29日）は、重症急性呼吸器症候群（SARS）をはじめて新しい感染症と認定し、国際社会へ報告したイタリア人の内科医、自身もSARSに感染して死亡した。マルケ州アンコーナ県カステルプラーニオの出身。

## 人物

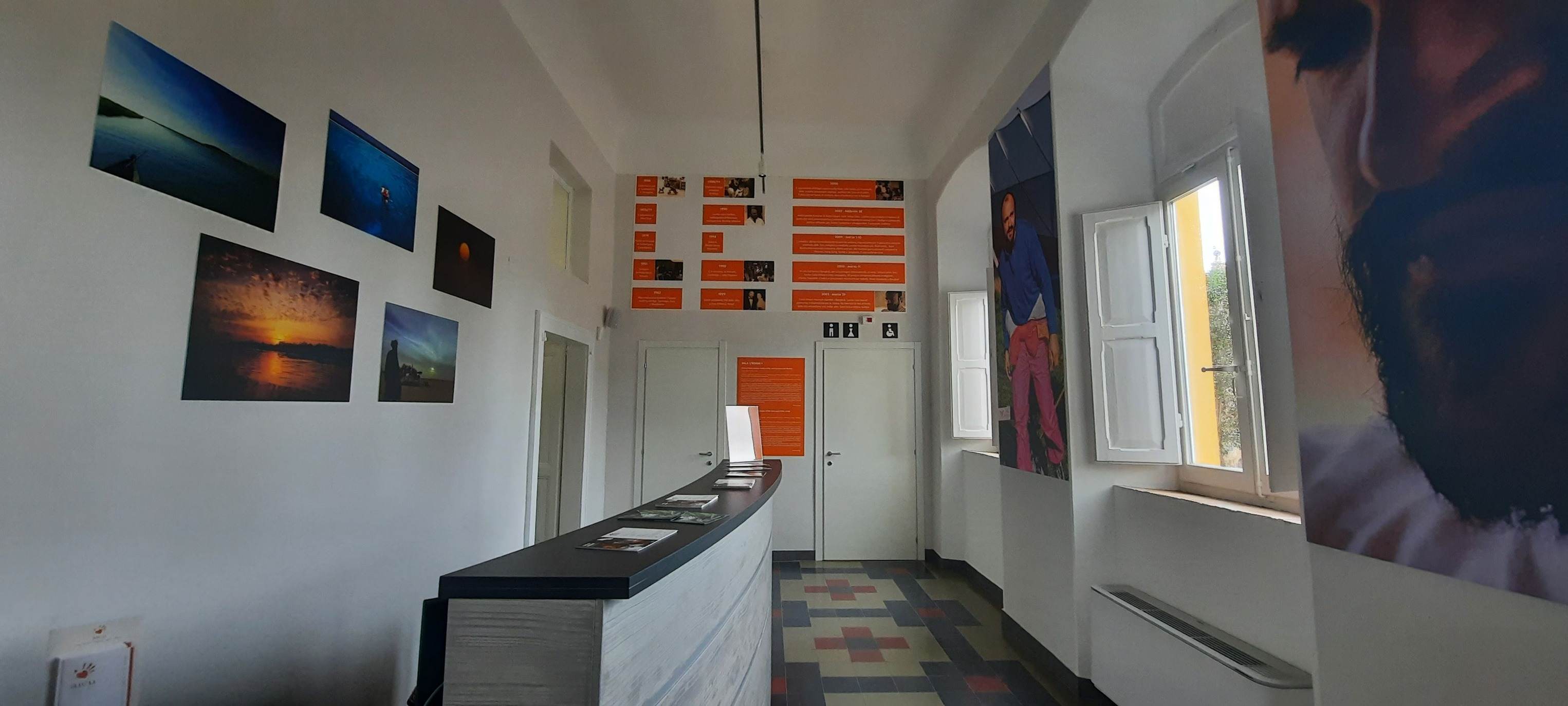
カルロ・ウルバニ博物館のチケット売り場。右にカルロ・ウルバニの写真が飾られている。

国境なき医師団イタリア支部の会長を務め、1999年に同組織がノーベル平和賞を受賞した際には、授賞式に参加する代表団の一人であった。アンコーナ大学で医学博士号を取得した後、世界保健機関に採用され、ベトナムのハノイで主に寄生虫感染症の対策に取り組むことになる。
2003年2月の後半、中国からの旅行者を治療したベトナムの医療従事者の間で急速に重度化する肺炎が見られた。彼は、この症候群を従来にないものと判断し、SARSという新病だと認定した。さらに、これが飛沫感染によるものと判断し、病棟の隔離処置を行った。この前後に彼はSARSに感染したものと思われる。同年3月11日にタイのバンコクを会議出席のため訪れた際に発症し、同地で46歳でこの世を去った。
彼の警告により、世界保健機構は各国への警報を発することができ、ベトナムにおいてはSARSの大規模な流行を防ぐことができた。
また、この時の彼の活動が、高校の英語の教科書の題材に採用されている。
2004年2月13日、NHK総合テレビで放送された、『NHKスペシャルSARSと闘った男〜医師ウルバニ 27日間の記録〜』で、彼の功績が紹介された。題名の27日はウルバニがSARSに初めて遭遇した日から自身が感染して死亡した日までの日数。
2011年11月2日、フジテレビ系で放送されたザ・ベストハウス123でも取り上げられた。